# Raymond Salers
Pour les articles homonymes, voir Salers.
Raymond Salers est un homme politique français né le 26 juillet 1885 à Moissac (Tarn-et-Garonne) et décédé le 27 juin 1962 à Moissac.

## Biographie
Avocat, il est maire de Moissac de 1919 à 1924 et député de Tarn-et-Garonne de 1919 à 1924, inscrit au groupe de l'Entente républicaine démocratique.

## Sources
- Ressource relative à la vie publique :   - Base Sycomore
- « Raymond Salers », dans le Dictionnaire des parlementaires français (1889-1940), sous la direction de Jean Jolly, PUF, 1960 [détail de l’édition]